# Chōhei Kanbayashi
Chōhei Kambayashi, japanisch 神林長平 (* 10. Juli 1953 in Niigata, Japan) ist ein japanischer Science-Fiction-Schriftsteller.
Viele seiner Werke sind dem Bereich der alternativen Realität zuzuordnen.

## Auszeichnungen
- 1984: Seiun-Preis für Teki wa Kaizoku: Kaizokuban (敵は海賊 海賊版)[1]
- 1985: Seiun-Preis für Sentō Yōsei Yukikaze (戦闘妖精・雪風)[1]
- 1987: Seiun-Preis für Purizumu (プリズム)[1]
- 1995: Nihon-SF-Taishō-Preis für Kototsubo (言壷)
- 1998: Seiun-Preis für Teki wa Kaizoku: A-kyū no Teki (敵は海賊 A級の敵)[1]
- 2000: Seiun-Preis für Good Luck, Yukikaze (グッドラック 戦闘妖精・雪風)[1]
- 2006: 3. Platz als bester japanischer Science-Fiction-Autor aller Zeiten vom S-F Magazine[2]
- 2014: 2. Platz als bester japanischer Science-Fiction-Autor aller Zeiten vom S-F Magazine[3]
- 2015: Seiun-Preis für Dare no Musuko demo Nai (誰の息子でもない)[4]
- 2016: Seiun-Preis für Kōshudai no Mokushiroku (絞首台の黙示録)[5]
- 2020: Seiun-Preis für Saki o Yukumonotachi (先をゆくもの達)[6]

## Werke
- Kitsune to odore (狐と踊れ) (1981, ISBN 4-15-030142-5; 2010, ISBN 978-4-15-030995-4)
- Anata no tamashii ni yasuragiare (あなたの魂に安らぎあれ) (1983, ISBN 978-4-15-030215-3)
- Shichidō otoshi (七胴落とし) (1983, ISBN 978-4-15-030167-5)
- Teki wa kaizoku, kaizokuban (敵は海賊・海賊版) (1983, ISBN 978-4-15-030178-1)
- Kotobatsukaishi (言葉使い師) (1983, ISBN 978-4-15-030173-6)
- Sentō yōsei yukikaze (戦闘妖精・雪風) (1984); Neuauflage (戦闘妖精・雪風<改>) (2002, ISBN 978-4-15-030692-2)
- Taiyō no ase (太陽の汗) (1985; 1990, ISBN 978-4-15-030337-2)
- Purizumu (プリズム) (1986, ISBN 978-4-15-030227-6)
- Uchū tansaki mēwaku ichiban (宇宙探査機 迷惑一番) (1986; 2002, ISBN 978-4-15-030699-1)
- Koyoi, ginga o hai ni shite (今宵、銀河を杯にして) (1987, ISBN 978-4-19-123446-8)
- Aoi kuchizuke (蒼いくちづけ) (1987; 2002, ISBN 978-4-15-030701-1)
- Kikai tachi no jikan (機械たちの時間) (1987; 1995, ISBN 978-4-15-030532-1)
- Jikanshoku (時間触) (1987)
- Teki wa kaizoku, neko tachi no kyōen (敵は海賊・猫たちの饗宴) (1988, ISBN 978-4-15-030257-3)
- Runatikan (ルナティカン) (1988; 2003, ISBN 978-4-15-030712-7)
- Kafuka toshi (過負荷都市) (1988; 1996, ISBN 978-4-15-030544-4)
- Yū no sekai (Uの世界) (1989, ISBN 978-4-19-123911-1)
- Teiō no kara (帝王の殻) (1990, ISBN 978-4-12-001902-9)
- Shinsetsu ga ippai (親切がいっぱい) (1990; 2003, ISBN 978-4-15-030733-2)
- Kanpeki na namida (完璧な涙) (1990, ISBN 978-4-15-030322-8)
- Ware katarite sekai ari (我語りて世界あり) (1990, ISBN 978-4-19-124388-0)
- Teki wa kaizoku, kaizoku tachi no yūutsu (敵は海賊・海賊たちの憂鬱) (1991, ISBN 978-4-15-030352-5)
- Shi shite saku hana, mi no aru yume (死して咲く花、実のある夢) (1992, ISBN 978-4-15-030566-6)
- Izayoi no tsuki (猶予の月) (1992, ISBN 978-4-15-030553-6)
- Tengoku ni sokkuri na hoshi (天国にそっくりな星) (1993, ISBN 978-4-15-030751-6)
- Teki wa kaizoku, futeki na kyūka (敵は海賊・不敵な休暇) (1993, ISBN 978-4-15-030394-5)
- Kototsubo (言壷) (1994, ISBN 978-4-12-002380-4)
- Teki wa kaizoku, kaizoku ka no ichinichi (敵は海賊・海賊課の一日) (1995, ISBN 978-4-15-030508-6)
- Tamashii no kudōtai (魂の駆動体) (1995, ISBN 978-4-8164-1238-7)
- Raitojīn no isan (ライトジーンの遺産) (1997, ISBN 978-4-257-79026-6)
- Teki wa kaizoku, Ei kyū no teki (敵は海賊・A級の敵) (1997, ISBN 978-4-15-030583-3)
- Guddo rakku sentō yōsei yukikaze (グッドラック 戦闘妖精・雪風) (1999, ISBN 978-4-15-208223-7)
- Eikyū kikan sōchi (永久帰還装置) (2001, ISBN 978-4-257-79048-8)
- Rāzefon jikan chōritsushi (ラーゼフォン 時間調律師) (2002, ISBN 978-4-19-905120-3)
- Koyubi no saki no tenshi (小指の先の天使) (2003, ISBN 978-4-15-208476-7)
- Bakugekiki no tobu sora (麦撃機の飛ぶ空) (2004, ISBN 978-4-434-04182-2)
- Hadae no shita (膚の下) (2004, ISBN 978-4-15-030882-7)
- Kyōzō no teki (鏡像の敵) (2005, ISBN 978-4-15-030810-0)
- Teki wa kaizoku, seigi no me (敵は海賊・正義の眼) (2007, ISBN 978-4-15-030893-3)
- Anburōkun arō sentō yōsei yukikaze (アンブロークン アロー 戦闘妖精・雪風) (2009, ISBN 978-4-15-209051-5)
- Teki wa kaizoku, tanpenban (敵は海賊・短篇版) (2009, ISBN 978-4-15-030963-3)
- Ima shūgōteki muishiki o (いま集合的無意識を、) (2012, ISBN 978-4-15-031061-5)
- Bokura wa toshi o aisite ita (ぼくらは都市を愛していた) (2012, ISBN 978-4-02-250895-9)
- Teki wa kaizoku, kaizoku no teki (敵は海賊・海賊の敵) (2013, ISBN 978-4-15-031093-6)
- Dare no musuko demo nai (だれの息子でもない) (2014, ISBN 978-4-06-219248-4)
- Kōshudai no mokushiroku (絞首台の黙示録) (2015, ISBN 978-4-15-209568-8)
- Fomaruhauto no mittsu no shokudai (フォマルハウトの三つの燭台) (2017, ISBN 978-4-06-220575-7)
- Ōbārōdo no machi (オーバーロードの街) (2017, ISBN 978-4-02-251488-2)